# Epitopo
L'epitopo (o determinante antigenico) è quella piccola parte di antigene che lega l'anticorpo specifico. La singola molecola di antigene può contenere diversi epitopi riconosciuti da anticorpi differenti.
Si distinguono, in linea di massima, due tipi di epitopi: 
- epitopi sequenziali, caratterizzati da una specifica sequenza lineare aminoacidica (ad esempio Arg-Glu-Ser);
- epitopi conformazionali, riconosciuti dal sistema immunitario come complessi tridimensionali. Gli epitopi conformazionali possono essere costituiti da elementi anche molto distanti tra loro in termini di struttura primaria (lineare), ma estremamente vicini a livello della struttura terziaria (tridimensionale) a causa del ripiegamento che caratterizza molte macromolecole biologiche.

Lo sviluppo di una risposta umorale contro gli epitopi di un determinato antigene porta allo sviluppo di una memoria immunologica anticorpale più o meno duratura (a seconda del tipo e dell'intensità del processo infettivo). Le cellule della memoria sensibilizzate contro gli epitopi di un determinato antigene tendono però a inibire la maturazione di nuovi linfociti naïve eventualmente sensibili a quel determinato antigene in seguito ad una nuova esposizione all'antigene stesso. In altri termini viene favorita la ri-espansione e la ri-maturazione solo di cloni già rivelatisi efficaci contro l'antigene in questione, mentre gli altri linfociti (naïve) vengono risparmiati per poter eventualmente rispondere contro altri antigeni. Tuttavia questo processo, definito "peccato originale antigenico", non consente la sensibilizzazione del sistema immunitario contro nuove varianti epitopiche di uno stesso antigene (in realtà questa carenza è parzialmente compensata dal processo di ipermutazione somatica a cui vanno incontro i linfociti B della memoria nuovamente stimolati dalla presenza dell'antigene). Il peccato originale antigenico è sfruttato da numerosi agenti patogeni (soprattutto virus) per limitare l'efficacia della risposta immunitaria.